# 青空エール
『青空エール』（あおぞらエール、YELL FOR THE BLUE SKY）は、河原和音による日本の漫画。『別冊マーガレット』（集英社）において、2008年9月号から2015年11月号まで連載された。2021年8月時点で累計発行部数は400万部を記録している。

## あらすじ
吹奏楽部の名門・白翔高校に入学し、トランペットを始める小野つばさ。夢は、幼時から憧れた普門館での演奏。彼女は、高級な部の只一人の初心者であり、その苦戦が続く中、勇むのは同級生の野球部員、山田大介。お互い夢に挑んで励まし合う二人は、或る約束を交わす。一年生の夏、地区予選の決勝戦まで到る野球部を吹奏楽部が応援。ところが途中出場した大介の失敗で敗退。棒立ちとなったそんな大介のために、つばさは違反して一人でトランペットを吹き出し、謹慎処分となる。心配して訪ねて来た大介への想いに溢れてつばさは告白するが、失恋してしまう。大介は、仲間の夢を失望させた自分が赦せないでいた。二人は恋を遂げぬままそれぞれの夢を追い駆け、そして、遂に最後の夏を告げるその青春の青い空がやって来る。

## 登場人物
声の項はVOMIC版のもの。

### 主要人物
小野 つばさ（おの つばさ）
声 - 井上麻里奈
本作の主人公。白翔高校1年生→2年生。小学生の頃に、甲子園で野球部を応援するブラスバンドをテレビで見て心を奪われた。以降、「いつか自分も」という思いを抱き続け、吹奏楽と野球の名門校・白翔高校に入学。初心者ながらも吹奏楽部に入部し、トランペット奏者として“吹奏楽の甲子園”と言われる「普門館」出場を目指す。
やる気はあるものの意思表示が苦手で、落ち込むとすぐに足元を見てしまう癖があるなど気弱な性格。しかし、クラスメイトの野球部員・大介や陽万里との交流の中で、そうした消極的な面は徐々に薄れていった。
自分の夢を信じ、弱音を吐こうとしない大介に対し、当初漠然とした憧憬を抱いていたが、後にそれが恋愛感情であることを自覚する。3月2日生まれ。
山田 大介（やまだ だいすけ）
声 - 日野聡
つばさのクラスメイト。野球部員で、ポジションはキャッチャー。
中学時代から選手として名を馳せており、甲子園出場を夢見ている。陰日向ない性格に加えて強い克己心を備えており、滅多に弱音を吐かない。
つばさとはごく親しい友人といった立場で接しているが、のちに恋慕の想いを告げられた。1月20日生まれ。
脇田 陽万里（わきた ひまり）
声 - 米澤円
つばさのクラスメイト。つばさとは同じ中学出身だが、クラスが異なったため交流はなかった。
中学時代はバスケ部に所属し、愛くるしい容姿と相まって球技大会などでは目立つ存在だった。
頑張っている人を馬鹿にする人を許せない性格。
城戸 保志（きど やすし）
声 - 谷口祐貴
つばさのクラスメイト。野球部員で、ポジションはピッチャー。
一生懸命頑張っても結果が伴わなかったら、と考えると本気で努力することができずにいたが、陽万里の励ましにより猛練習に打ち込むようになった。

### 吹奏楽部
水島 亜希（みずしま あき）
声 - 三宅華也
吹奏楽部員。1年生→2年生。トランペット担当。吹奏楽で推薦入学しており、1年生ながら合奏に加わる実力を備える。上級生からも一目置かれる存在。
小柄な体格と名前に起因して、つばさからは当初、女子と勘違いされていた。
吹奏楽に対しては妥協のない真摯な姿勢を見せるが、中学時代にはそれが部内での軋轢を生む原因になっていた。
春日引退後、上級生を差し置いてパートリーダーに抜擢される。10月26日生まれ。
春日（かすが）
吹奏楽部員。つばさ1年次の3年生。トランペットのパートリーダーで、抜き出た実力を備える。
中学校でも吹奏楽部でパートリーダーを務めており、普門館にも出場した経験を持つ。厳しい性格だが誰よりも仲間のことを思っている。嵐では松潤派。
森 優花（もり ゆうか）
声 - 佐々木日菜子
吹奏楽部員。つばさ1年次の3年生。トランペット担当。初心者のつばさに、トランペット吹奏時における口の形などを指導した。
普門館出場を悲願としていたが練習過多により腱鞘炎に罹患。コンクール出場のために不調を周囲に隠しながら練習を続けたが露見し、出場メンバーから外されたが、最後までメンバー出場を諦めず練習に励んでいる。
山根 百合子（やまね ゆりこ）
吹奏楽部員。つばさ1年次の3年生。トランペット担当。のんの姉。春日と同じ中学で、春日の苦労を理解し支えている。
加護 （かご）
吹奏楽部員。つばさ1年次の3年生。トランペット担当。春日や山根同様、中学の時から全国に出場している。
高橋 まるこ（たかはし まるこ）
トロンボーン担当。1年生→2年生。合宿でつばさと親しくなり、以降共に練習を行うようになった。水島が好き。
栗井 佑依（くりい ゆい）
パーカッション担当。1年生→2年生。谷とは「仲が悪い」と公言する間柄。
合宿中に些細なことから谷と揉め事を起こしたが、本気で敵対しているわけではない。
谷 日香莉（たに ひかり）
テナーサックス担当。1年生→2年生。栗井とは「仲が悪い」と公言される間柄。
合宿中に些細なことから栗井と揉め事を起こしたが、本気で敵対しているわけではない。
岩瀬（いわせ）
吹奏楽部副部長。つばさ1年次の3年生。入部したつばさに吹奏楽部の心得を教える。野球部に彼氏がいる。
横山 香織（よこやま かおり）
吹奏楽部員。2年生→3年生。トランペット担当。3年生の部員に「パート練習の進行をつばさに合わせると全体の進捗が遅延する」と進言した。
つばさの事を快く思っていない。
三石（みついし）
吹奏楽部員。1年生→2年生。コントラバス担当。指導等で｢贔屓されている｣とつばさを非難するが、後に和解した。
瀬名 俊行（せな としゆき）
吹奏楽部員。つばさ2年次の1年生。トランペット担当。つばさと同じ中央西中学出身。才能があり、水島を尊敬している。
つばさの指導が気に入らなくて退部を考えたが、つばさの説得に翻意した。
トランペットをはじめたきっかけは小3の時に音楽スクールの生徒募集を見てやりたくなったから。12月14日生まれ。A型。趣味は音楽鑑賞。
山根 のん（やまね のん）
吹奏楽部員。つばさ2年次の1年生。トランペット担当。百合子の妹。
トランペットをはじめたきっかけは姉の百合子に誘われたことから。4月6日生まれ。О型。読書をすることが好き。
佐竹 真珠（さたけ まじゅ）
吹奏楽部員。つばさ2年次の1年生。トランペット担当。森に誘われて白翔に入った。
トランペットをはじめたきっかけは小学生のときに定期演奏会でトランペットを聞いた際、感動したから。8月28日生まれ。AB型。お菓子作りが得意。
杉村 容子（すぎむら ようこ）
声 - 藤葉愛香
吹奏楽部顧問。国語教師。28歳。独身であり、恋人がいない。白翔高校OG。
今や過去の栄光となった吹奏楽部の全国金賞獲得時に部員として在籍し、テナーサックスを担当していた。
容貌、性格、物言い、全てにおいてきつい女性。若干ツンデレ気味。
真木 菜々子（まき ななこ）
吹奏楽部副顧問。白翔高校OG。正顧問の杉村と同じく、かつて吹奏楽部に在籍し、トランペットを担当していた。
足の骨折により入院していたため、新学期には間に合わず途中から合流した。杉村とは対照的に、人当たりの柔らかい女性。

### その他
多能（おおの）
野球部のマネージャー。無愛想で何を考えているか分かりづらい。
大介と城戸がつばさの話をしていた際、小野（つばさの姓）を自分の名前と聞き違え、勘違いしていた。
林原 光雄（はやしばら みつお）
白翔高校教頭。吹奏楽部と野球部が、近年成績が振るわないにもかかわらず多額の活動費用を請求することを快く思っていない。

## 書誌情報

### 漫画
- 河原和音 『青空エール』 集英社 〈マーガレットコミックス〉、全19巻
  1. 2008年12月25日発売[6]、ISBN 978-4-08-846366-7
  2. 2009年03月25日発売[7]、ISBN 978-4-08-846393-3
  3. 2009年07月24日発売[8]、ISBN 978-4-08-846426-8
  4. 2010年02月25日発売[9]、ISBN 978-4-08-846498-5
  5. 2010年07月13日発売[10]、ISBN 978-4-08-846550-0
  6. 2010年12月24日発売[11]、ISBN 978-4-08-846605-7
  7. 2011年07月25日発売[12]、ISBN 978-4-08-846676-7
  8. 2011年11月25日発売[13]、ISBN 978-4-08-846722-1
  9. 2012年03月23日発売[14]、ISBN 978-4-08-846755-9
  10. 2012年07月25日発売[15]、ISBN 978-4-08-846803-7
  11. 2012年11月22日発売[16]、ISBN 978-4-08-846859-4
  12. 2013年03月25日発売[17]、ISBN 978-4-08-845014-8
  13. 2013年08月23日発売[18]、ISBN 978-4-08-845084-1
  14. 2013年12月25日発売[19]、ISBN 978-4-08-845144-2
  15. 2014年04月25日発売[20]、ISBN 978-4-08-845195-4
  16. 2014年08月25日発売[21]、ISBN 978-4-08-845255-5
  17. 2015年01月23日発売[22]、ISBN 978-4-08-845332-3
  18. 2015年06月25日発売[23]、ISBN 978-4-08-845399-6
  19. 2016年01月25日発売[24]、ISBN 978-4-08-845514-3

### 小説
- 河原和音（原作）、持地佑季子（脚本）、下川香苗（著） 『映画ノベライズ 青空エール』 〈集英社オレンジ文庫〉、全1巻
  - 2016年6月23日発売[25]、ISBN 978-4-08-680090-7
- 河原和音（原作）、持地佑季子（脚本）、はのまきみ（著） 『映画ノベライズ みらい文庫版 青空エール』 〈集英社みらい文庫〉、全1巻
  - 2016年7月22日発売[26]、ISBN 978-4-08-321332-8
- 河原和音（原作・絵）、はのまきみ（著） 『青空エール まんがノベライズ』 〈集英社みらい文庫〉、全1巻
  - 2016年8月10日発売[27]、ISBN 978-4-08-321333-5

### その他
- 河原和音 『青空エール 映画化スペシャル』 〈SHUEISHA Girls Remix〉、全1巻
  1. 2016年8月12日発売、ISBN 978-4-08-113808-1

## ラジオドラマ
2009年3月5日より、集英社が運営するインターネットラジオサイト、ヴォイスコミックステーション（VOMIC）にて公開中。

## 映画
2016年8月20日に公開。出演は土屋太鳳、竹内涼真、葉山奨之。監督は三木孝浩。
土屋と松井は2014年から「ガーナミルクチョコレート」CM（バレンタイン編・母の日編）、土屋と葉山は2015年のNHK連続テレビ小説『まれ』で姉弟役、土屋と竹内と堀井は同年のTBS日曜劇場『下町ロケット』で共演している。

### キャスト
- 小野つばさ - 土屋太鳳[30]
- 山田大介 - 竹内涼真[30]
- 水島亜希 - 葉山奨之[30]
- 城戸保志 - 堀井新太[31]
- 春日瞳 - 小島藤子[31]
- 脇田陽万里 - 松井愛莉[31]
- 澤あかね - 平祐奈[31]
- 碓井航太 - 山田裕貴[31]
- 森優花 - 志田未来[32]
- 杉村容子 - 上野樹里[33]
- 高橋マルコ - 黒瀬サラ

### スタッフ
- 原作 - 河原和音「青空エール」（集英社マーガレットコミックス刊）
- 監督 - 三木孝浩
- 脚本 - 持地佑季子
- 音楽 - 林ゆうき
- 主題歌 - whiteeeen「キセキ〜未来へ〜」（UNIVERSAL J）[34]
- 挿入歌 - whiteeeen ｢メロディー｣
- 製作 - 市川南
- 共同製作 - 村田嘉邦、市村友一、東末吉史、弓矢政法、木下暢起、吉川英作、髙橋誠、林誠、堀義貴、青井浩、山本浩、荒波修
- エグゼクティブ・プロデューサー - 山内章弘
- 企画・プロデュース - 臼井央、春名慶
- プロデューサー - 川田尚広、石黒裕亮
- 撮影 - 清久素延
- 美術 - 花谷秀文
- 録音 - 豊田真一
- 照明 - 小笠原篤志
- 編集 - 坂東直哉
- 助監督 - 清水勇気
- 製作担当 - 片平大輔
- 音楽プロデューサー - 北原京子
- プロダクション統括 - 佐藤毅
- オリジナル・サウンドトラック - エピックレコードジャパン
- 配給 - 東宝
- 製作プロダクション - 東宝映画
- 製作 - 映画「青空エール」製作委員会（東宝、博報堂DYミュージック&ピクチャーズ、朝日新聞社、博報堂DYメディアパートナーズ、ジェイアール東日本企画、集英社、日本出版販売、KDDI、東急エージェンシー、ホリプロ、丸井グループ、博報堂、GYAO）

### 関連作品（映画）
ミュージック・ビデオ
- whiteeeen「キセキ〜未来へ〜（2016年） - 本作のダイジェスト場面で構成されている。